# Karang Tengah Prandon
Karang Tengah Prandon is een bestuurslaag in het regentschap Ngawi van de provincie Oost-Java, Indonesië. Karang Tengah Prandon telt 5587 inwoners (volkstelling 2010).